# Mihkel Oja
Mihkel Oja (ur. 3 maja 1996 w Otepää) – estoński skoczek narciarski, reprezentant klubu Otepää Spordiklubi. Uczestnik mistrzostw świata juniorów (2014) i zimowego olimpijskiego festiwalu młodzieży Europy (2013). Medalista mistrzostw kraju.

## Przebieg kariery
Oja w marcu 2010 roku wystartował w zawodach FIS Youth Cup w Lahti, gdzie zajął 17. lokatę. Dwukrotnie brał udział w juniorskich mistrzowskich imprezach międzynarodowych – w 2013 w zimowym olimpijskim festiwalu młodzieży Europy zajął 22. pozycję w konkursie indywidualnym, a rok później w mistrzostwach świata juniorów został sklasyfikowany na 56. miejscu.
Kilkukrotnie zdobywał medale mistrzostw Estonii w skokach narciarskich. W zimowych zmaganiach zwyciężył w konkursie drużynowym w 2013, a rok wcześniej w tej samej konkurencji zdobył brązowy medal. Z kolei w letnim czempionacie dwukrotnie sięgał po tytuły mistrzowskie w zmaganiach drużynowych – z klubem Otepää Spordiklubi wygrywał w 2012 i 2014 roku.
W 2012, wspólnie z Karlem-Augustem Tiirmą, zdobył także brązowy medal mistrzostw Estonii w kombinacji norweskiej w sprincie drużynowym. Ponadto wielokrotnie stawał na podium mistrzostw kraju w obu dyscyplinach w kategoriach juniorskich (do lat 16, 18 i 20).

## Mistrzostwa świata juniorów

### Indywidualnie
| 2014 Val di Fiemme/Predazzo | – | 56. miejsce |

### Starty M. Oji na mistrzostwach świata juniorów – szczegółowo
| Miejsce | Dzień       | Rok  | Miejscowość | Skocznia           | Punkt K | HS     | Konkurs  | Skok 1 | Skok 2 | Nota     | Strata    | Zwycięzca   |
| ------- | ----------- | ---- | ----------- | ------------------ | ------- | ------ | -------- | ------ | ------ | -------- | --------- | ----------- |
| 56.     | 31 stycznia | 2014 | Predazzo    | Trampolino Dal Ben | K-95    | HS-106 | indywid. | 74,0 m | –      | 61,4 pkt | 170,1 pkt | Jakub Wolny |

## Zimowy olimpijski festiwal młodzieży Europy

### Indywidualnie
| 2013 Râșnov | – | 22. miejsce |

### Starty M. Oji na zimowym olimpijskim festiwalu młodzieży Europy – szczegółowo
| Miejsce | Dzień     | Rok  | Miejscowość | Skocznia                    | Punkt K | HS     | Konkurs  | Skok 1 | Skok 2 | Nota      | Strata   | Zwycięzca  |
| ------- | --------- | ---- | ----------- | --------------------------- | ------- | ------ | -------- | ------ | ------ | --------- | -------- | ---------- |
| 22.     | 18 lutego | 2013 | Râșnov      | Trambulina Valea Cărbunării | K-90    | HS-100 | indywid. | 84,5 m | 88,0 m | 204,0 pkt | 57,0 pkt | Cene Prevc |